# Gammel Vejlby Kro
Gammel Vejlby Kro var en gourmetrestaurant i Vejlby i Risskov, Århus.
Kroen var optaget i Gastronomy Denmark. Kroen var ejet og drevet af kokken Lasse David Povlsen, der bl.a. er kendt fra Prins Ferdinand i Århus og Kong Hans Kælder i København. I 2009 gik kroen konkurs.

## Bygningens historie
Bygningen er fredet og fra år 1860, hvor den oprindeligt blev brugt som skole for byens børn.
Datidens lokale havde i 1858 besluttet sig for, at de ville have en ny skole. På to år blev skolen bygget, og stod altså klar i 1860. Skolen blev bygget i sten og malet i en "Skagens-gul"-lignende farve.
I den opførte bygning var der plads til en lærerbolig i vestenden, to skolestuer i østendens, og desuden var der plads til at huse anden- og tredjelærerne, som begge blev ansat få år efter.
På bygningens gavl står der:
OPBYGT 1860
AF
VEJLBYE COMUNE
I en lang årrække stod bygningerne tomme og blev først i 90'erne indrettet til restaurant og selskabslokaler.